# Prado de la Guzpeña
Prado de la Guzpeña ist ein Ort und eine nordspanische Gemeinde mit 104 Einwohnern (Stand: 2024) in der Provinz León und der Region Kastilien-León. Neben dem Hauptort Prado de la Guzpeña gehören die Ortschaften Cerezal de la Guzpeña, Llama de la Guzpeña und Robledo de la Guzpeña zur Gemeinde.

## Lage und Klima
Prado de la Guzpeña liegt etwa 60 Kilometer nordöstlich von León im Nordwesten der Iberischen Meseta in einer Höhe von ca. 1045 m. 
Das Klima im Winter ist rau, im Sommer dagegen trocken und warm; der Regen (858 mm/Jahr) fällt überwiegend im Winterhalbjahr.

## Bevölkerungsentwicklung
| Jahr      | 1970 | 1981 | 1991 | 2001 | 2011 | 2021 |
| Einwohner | 629  | 277  | 205  | 139  | 142  | 100  |

Aufgrund der durch die Mechanisierung der Landwirtschaft und der Aufgabe von bäuerlichen Kleinbetrieben ausgelösten Landflucht ist die Bevölkerung des Dorfes seit der Mitte des 19. Jahrhunderts kontinuierlich gewachsen.

## Sehenswürdigkeiten

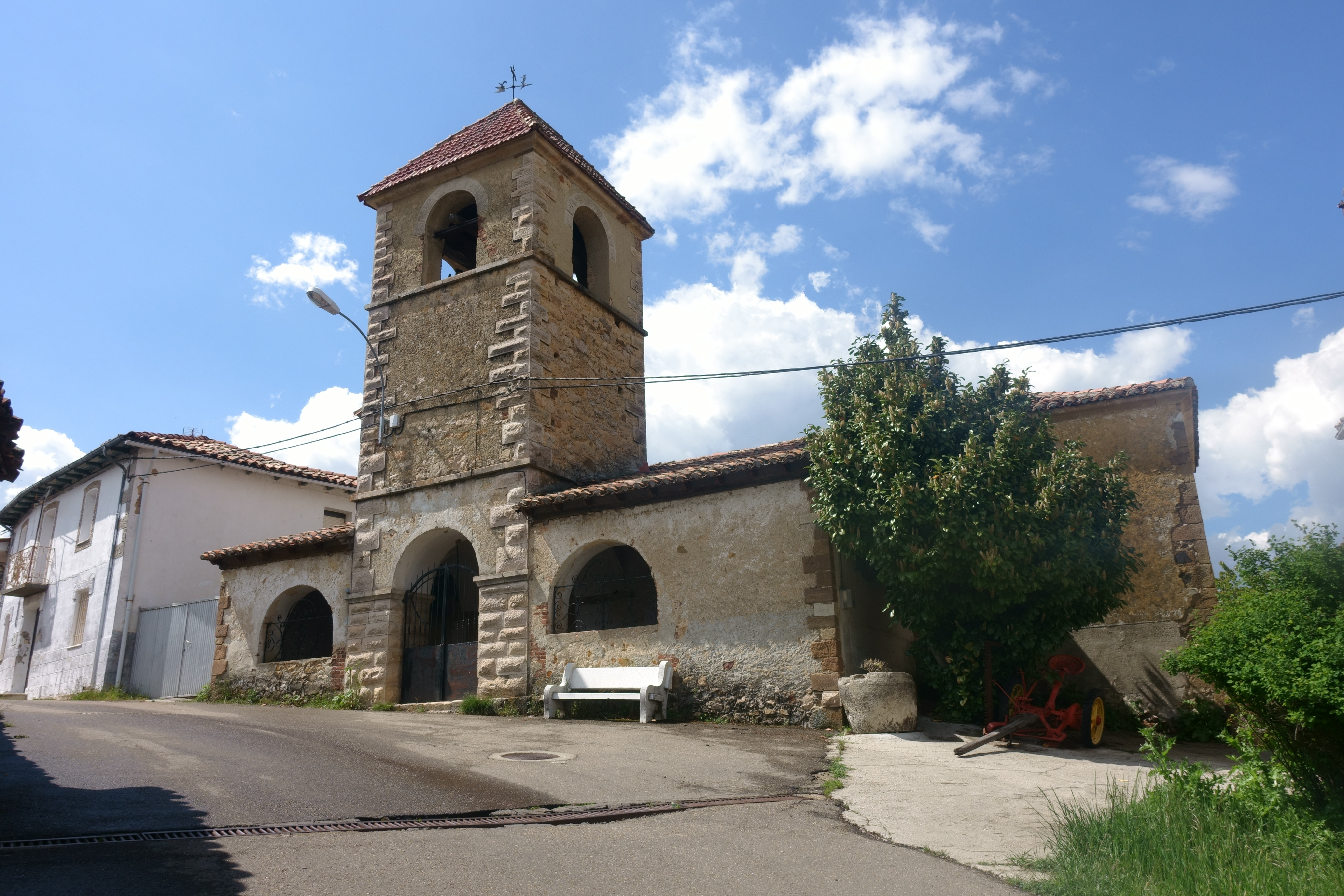
Bartholomäuskirche
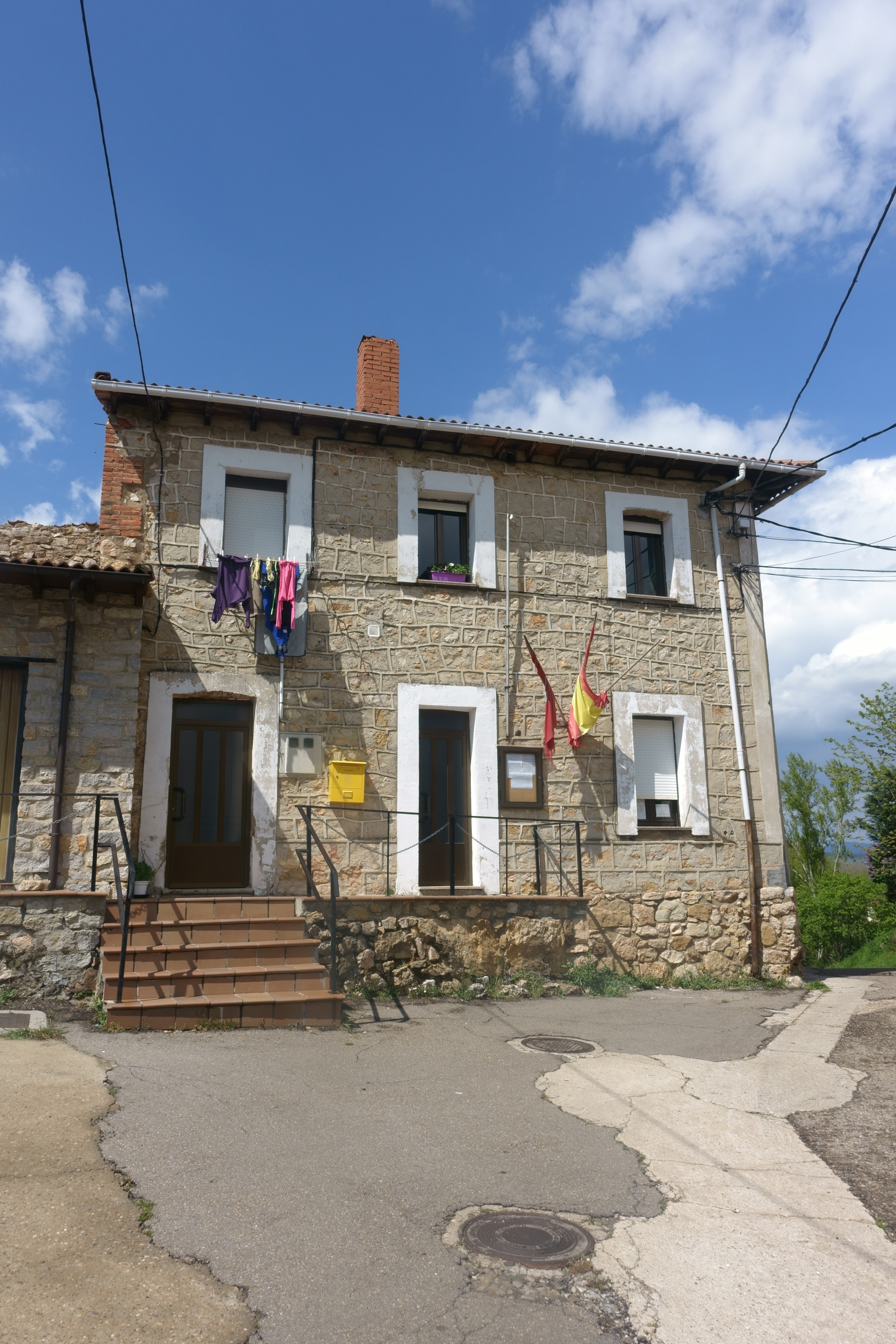
Rathaus
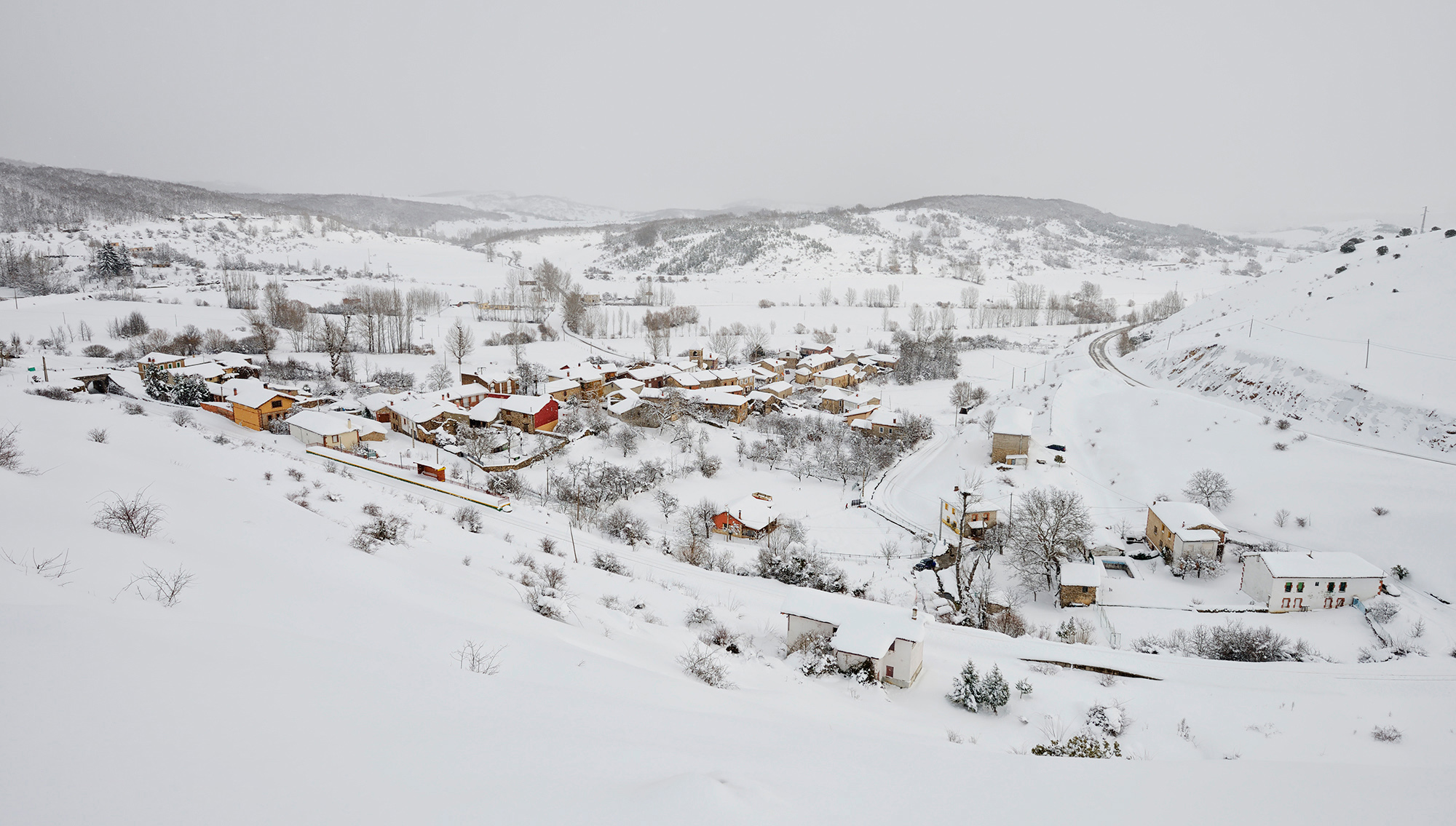
Winter in Prado

- Bartholomäuskirche
- Rathaus
- Winter in Prado